# Johnny Crum
John „Johnny“ Crum (* 1. Januar 1912 in Maryhill, Glasgow; † 6. Juli 1969 in Hyndland) war ein schottischer Fußballspieler. In seiner aktiven Karriere als Spieler gewann er mit Celtic Glasgow zweimal die schottische Meisterschaft und einmal den Pokal. 

## Karriere

### Verein
Johnny Crum wurde im Januar 1912 in Glasgow geboren. In seinem Hauptberuf arbeitete er als Eisenbahner. Seine Fußballkarriere begann er in seiner Heimatstadt bei den Vereinen Maryhill Hibernians und Ashfield Juniors. Im Februar 1932 kam er zu Celtic Glasgow. Am 22. Oktober 1932, dem 15. Spieltag der Saison 1932/33, debütierte Crum im Alter von 19 Jahren für Celtic gegen den FC Motherwell. Beim 4:1-Erfolg im Paradise konnte sich Crum zweimal als Torschütze auszeichnen. Im weiteren Saisonverlauf kam er zu zwei weiteren Einsätzen gegen den FC St. Mirren und Partick Thistle, ohne jedoch ein Tor erzielt zu haben. Bei Celtic wurde er zum Nachfolger von Jimmy McGrory aufgebaut, der kurz vor seinem Karriereende stand und diese im Jahr 1937 beendete. Als Stammspieler gewann Crum mit Celtic in den Spielzeiten 1935/36 und 1937/38 die schottische Meisterschaft und  1937 den Pokal. Im Jahr 1938 erzielte Crum das Siegtor bei der Empire Exhibition Trophy. Johnny Crum spielte für Celtic von 1932 bis 1942 in 299 Partien (189 Ligaspiele) und erzielte dabei 124 Tore (74 Ligatore) bevor er im August 1942 zu Greenock Morton wechselte. Nach seinem Karriereende in den 1940er Jahren arbeitete Crum als Verkäufer im Neil Foleys sports shop in Glasgow. Er verstarb 1969 im Alter von 57 Jahren in seinem Haus in Hyndland.

### Nationalmannschaft
Johnny Crum spielte im Jahr 1936 und 1938 jeweils einmal für die schottische Nationalmannschaft. Er debütierte für die Bravehearts am 4. April 1936 im Londoner Wembley Stadium bei einem 1:1-Unentschieden gegen England. Mit der schottischen Nationalmannschaft gewann Crum 1935/36 und 1938/39 die British Home Championship.

## Erfolge
mit Celtic Glasgow:
- Schottischer Pokalsieger (1): 1937
- Empire Exhibition Trophy (1): 1938
- Schottischer Meister (2): 1936, 1938

mit Schottland:
- British Home Championship (2): 1936, 1939